# World Athletics Relays 2021 - Staffetta 4×400 metri maschile
Alle World Athletics Relays, la staffetta 4×400 metri maschile si è svolta tra il 1º e il 2 maggio presso lo Stadio della Slesia di Chorzów, in Polonia.

## Risultati

### Batterie
Le batterie si sono svolte il 1º maggio a partire dalle ore 19:35. Si qualificano alla finale le prime due squadre di ogni batteria (Q) e gli ulteriori due migliori tempi (q).

#### Batteria 1
La prima batteria si è corsa alle ore 19:35.
| Posizione | Paese     | Atleti                                                          | Tempo   | Note                                     |
| --------- | --------- | --------------------------------------------------------------- | ------- | ---------------------------------------- |
| 1         | Giappone  | Rikuya Itō Kentarō Satō Kazuma Higuchi Kaito Kawabata           | 3'03"31 | Q                                        |
| 2         | Colombia  | Jhon Perlaza Yilmar Herrera Jhon Solís Anthony Zambrano         | 3'04"64 | Q                                        |
| 3         | Francia   | Mamadou Kassé Hann Loïc Prévot Nicolas Courbière Thomas Jordier | 3'04"78 | q                                        |
| 4         | Rep. Ceca | Michal Desenský Pavel Maslák Martin Tuček Patrik Šorm           | 3'05"11 | Miglior prestazione personale stagionale |
| 5         | Kenya     | Stanley Mutunga William Rayian David Kapirante Kevin Tonui      | 3'10"81 | Miglior prestazione personale stagionale |

#### Batteria 2
La prima batteria si è corsa alle ore 19:46.
| Posizione | Paese       | Atleti                                                          | Tempo   | Note                                     |
| --------- | ----------- | --------------------------------------------------------------- | ------- | ---------------------------------------- |
| 1         | Paesi Bassi | Jochem Dobber Liemarvin Bonevacia Ramsey Angela Tony van Diepen | 3'03"3  | Q                                        |
| 2         | Sudafrica   | Lythe Pillay Zakhiti Nene Oscar Mavundla Ranti Marvin Dikgale   | 3'03"79 | Q                                        |
| 3         | Belgio      | Dylan Borlée Robin Vanderbemden Jonathan Sacoor Kevin Borlée    | 3'04"01 | q                                        |
| 4         | Turchia     | Oğuzhan Kaya Yavuz Can Berke Akçam İlyas Çanakçı                | 3'06"05 | Miglior prestazione personale stagionale |
| 5         | Spagna      | Óscar Husillos Lucas Búa Manuel Guijarro Samuel García          | 3'06"09 | Miglior prestazione personale stagionale |

#### Batteria 3
La prima batteria si è corsa alle ore 19:57.
| Posizione | Paese         | Atleti                                                         | Tempo   | Note                                     |
| --------- | ------------- | -------------------------------------------------------------- | ------- | ---------------------------------------- |
| 1         | Botswana      | Isaac Makwala Leungo Scotch Boitumelo Masilo Ditiro Nzamani    | 3'04"03 | Q                                        |
| 2         | Italia        | Lorenzo Benati Alessandro Sibilio Brayan Lopez Vladimir Aceti  | 3'04"81 | Q                                        |
| 3         | Polonia       | Kajetan Duszyński Dariusz Kowaluk Wiktor Suwara Karol Zalewski | 3'05"04 | Miglior prestazione personale stagionale |
| 4         | Germania      | Tobias Lange Marvin Schlegel Torben Junker Manuel Sanders      | 3'05"83 | Miglior prestazione personale stagionale |
| 5         | Gran Bretagna | Joseph Brier James Williams Kevin Metzger Dwayne Cowan         | 3'10"63 |                                          |

### Finale
La finale si è disputata a partire dalle ore 20:26 del 2 maggio.
| Pos. | Paese       | Atleti                                                          | Tempo   | Note |
| ---- | ----------- | --------------------------------------------------------------- | ------- | ---- |
| 1    | Paesi Bassi | Jochem Dobber Liemarvin Bonevacia Ramsey Angela Tony van Diepen | 3'03"45 |      |
| 2    | Giappone    | Rikuya Itō Kaito Kawabata Kentarō Satō Aoto Suzuki              | 3'04"45 |      |
| 3    | Botswana    | Isaac Makwala Boitumelo Masilo Ditiro Nzamani Leungo Scotch     | 3'04"77 |      |
| 4    | Italia      | Lorenzo Benati Alessandro Sibilio Brayan Lopez Vladimir Aceti   | 3'05"11 |      |
| 5    | Sudafrica   | Lythe Pillay Zakhiti Nene Ranti Marvin Dikgale Oscar Mavundla   | 3'05"76 |      |
| 6    | Colombia    | Jhon Perlaza Yilmar Herrera Jhon Solís Anthony Zambrano         | 3'05"91 |      |
| 7    | Francia     | Victor Coroller Gilles Biron Ludovic Ouceni Muhammad Kounta     | 3'06"16 |      |
| 8    | Belgio      | Jonathan Sacoor Robin Vanderbemden Dylan Borlée Kevin Borlée    | 3'10"74 |      |